# Damian
Damian – imię męskie pochodzenia greckiego. Wywodzi się od imienia bogini Damii czczonej w Epidaurze, od słowa dámios, démios, oznaczającego: „lekarz ludowy” oraz od gr. δαμάω, oznaczającego: „poskromiciel, pogromca” lub „uzdrowiciel”.
W chrześcijaństwie jego patronem jest męczennik, brat Kosmy (zob. Kosma i Damian). Są też inni święci o tym imieniu – Damian Nam Myŏng-hyŏg (†1839), koreański męczennik, a także Damian De Veuster, belgijski misjonarz.
Odpowiednik żeński: Damiana.
Odpowiedniki w innych językach:
- wł. Damiano
- ros. Дамиа́н (Damian)[1], Демьян[2]
- ang. Damien

Damian imieniny obchodzi: 12 lutego, 23 lutego, 12 kwietnia, 4 maja, 14 lipca, 26 września, 26 października i 14 listopada.
Osoby o imieniu Damian
- Damian Aleksander
- Damián Álvarez
- Damian Augustyniak
- Damian Baliński
- Damian Bryl
- Damian Chapa
- Damian Cichecki
- Damian Dacewicz
- Damian Damięcki
- Damian Dobosz
- Damian Domonik
- Damian Dzieszkowski
- Damian Galeja
- Damião de Góis
- Damian Gorawski
- Damian Grabowski
- Damian Halata
- Damian Hugo Virmond
- Damian Janikowski
- Damian Jonak
- Damian Kostrzewa
- Damian Kulig
- Damián Lanza
- Damian Laskowski (Massey)
- Damián Lemos
- Damian Lewis
- Damian Łukasik
- Damián Macaluso
- Damian Marley
- Damian Mnohohriszny
- Damian Mori
- Damian Moszczyński
- Damian Mrowiec
- Damian Nam Myŏng-hyŏg
- Damian Nawrocik
- Damian Pietrasik
- Damian Piórkowski
- Damian Popiel
- Damian Raczkowski
- Damian Sawczak
- Damian Seweryn
- Damian Sierpowski
- Damian Słaboń
- Damian Sperz
- Damian Stachowiak
- Damian Stachowicz
- Damian Stępień
- Damian Szojda
- Damian Szwarnowiecki
- Damian Ukeje
- Damian Ul
- Damian de Veuster (Damian z Molokaʻi, 1840-1888) – belgijski misjonarz
- Damian Waniczek
- Damian Warner
- Damian Wleklak
- Damian Wojtaszek
- Damian Zieliński
- Damian Zimoń
- Damian z Pawii
- Damiano Cunego
- Damiano Damiani
- Damiano David
- Damiano Ferronetti
- Damiano Pippi
- Damiano Tommasi
- Damiano Vannucci
- Damiano Zenoni

Osoby noszące nazwisko Damian
- Pedro Damiano (1480–1544) – portugalski aptekarz i szachista
- Jernej Damjan (ur. 1983) – słoweński skoczek narciarski